# Tanja Kreil
El Caso Kreil -caso Tanja Kreil v. Bundesrepublik Deutschland (asunto C-285/98)- es un proceso judicial ante el Tribunal de Justicia de la Unión Europea motivado por la discriminación basada en el género.

## Tanja Kreil
Tanja Kreil (Hannover, 1977) es una electricista que interpuso una demanda contra la Bundeswehr (Ejército alemán) a través del Tribunal de Justicia de la Unión Europea para que este forzara así al ejército alemán a posibilitar el acceso de las mujeres a las Fuerzas Armadas. Tras finalizar su formación dentro la empresa Siemens como electricista de energía en 1996, quiso optar a un puesto de trabajo en la Bundeswehr como electricista en el departamento de armas. Aunque su anterior puesto le ofrecía preparación en el campo de la electrotecnia, su solicitud fue rechazada por la oficina autorizada, recurriendo ésta al artículo 12.º) del Grundgesetz (Constitución de la República Federal de Alemania).

## Marco legal
Antes de su reforma en diciembre de 2000, el artículo 12.ª) del GG disponía en su apartado IV que «si, durante el estado de defensa, las necesidades fijas de servicios civiles en los establecimientos sanitarios civiles y en los hospitales militares no pueden cubrirse sobre una base voluntaria, las mujeres de edades comprendidas entre dieciocho años cumplidos y cincuenta y cinco años cumplidos podrán ser destinadas a dichos servicios por la Ley o en virtud de una Ley. En ningún caso podrán prestar un servicio con armas». Mientras el acceso a empleos militares que implican el uso de armas fue prohibido para mujeres, existía un servicio militar obligatorio para hombres.
Según la Soldatenlaufbahnverordnung §3.ª (Reglamento sobre la Carrera Militar) eso no comprendía las unidades sanitarias (a partir de 1975) y las formaciones de música militar (a partir de 1991): «Las mujeres sólo pueden ser reclutadas sobre la base de un alistamiento voluntario y sólo en unidades sanitarias y en formaciones de música militar». Esa situación jurídica estuvo en vigor hasta diciembre de 2000 en Alemania, aunque la ley orgánica garantizaba en su artículo 3 la igualdad de género.

## Vía judicial
Para Kreil la decisión de la Bundeswehr parecía injusta y discriminatoria para mujeres, haciéndola incompatible con el fundamento igualitario protegido por la constitución alemana. Con todo ello, a la edad de 19 años, recurrió ante el Verwaltungsgericht Hannover (Tribunal Administrativo de Hannover) la decisión adoptada por la Bundeswehr, alegando que su solicitud sólo se había rechazado por motivos meramente de género. Debido a que los motivos alegados eran contrarios a la Directiva 76/207/CEE del derecho de la Unión Europea, el Tribunal Administrativo de Hannover elevó una consulta al Tribunal de Justicia de la Unión Europea para reafirmar lo alegado por la demandante. Esta directiva de 1976 “relativa a la aplicación del principio de igualdad de trato entre hombres y mujeres en lo que se refiere al acceso al empleo, a la formación y a la promoción profesionales, y a las condiciones de trabajo” ponía de manifiesto el conflicto entre la ley nacional alemana y la ley comunitaria.
El Tribunal Administrativo de Hannover planteaba tres cuestiones al Tribunal Europeo de Justicia:
1. ¿Impedía la Directiva la aplicación de las leyes alemanas que prohibían a las mujeres servir en el ejército más allá de los servicios médicos y la música militar?
2. ¿Regía la legislación comunitaria los asuntos de defensa cuando estos asuntos se encuentra en el ámbito de la soberanía nacional de los Estados miembros?
3. Si la Directiva fuese aplicable a las Fuerzas Armadas, ¿estaban las restricciones justificadas con base en los Artículos 2(2) y 2(3) de la Directiva, que pretendían proteger la condición biológica de la mujer y la especial relación con sus hijos?

La decisión del Tribunal Europeo dictaba que la normativa impedía la aplicación de la alemana. Respecto del segundo punto, aunque la defensa era un asunto que quedaba en el ámbito de los Estados miembros, el reclutamiento y empleo dentro de las Fuerzas Armadas quedaban dentro del ámbito de la Directiva 76/207/CEE. El Tribunal sostuvo que el Artículo 2(2) debía interpretarse de forma estricta y proporcionada, de manera que sólo justificaba las restricciones necesarias para su fin, no siendo una exclusión genérica como venía aplicando la Bundeswehr una medida justificada. Igualmente, el Artículo 2(3) no permite excluir de forma genérica a las mujeres.
En su decisión de 11 de enero de 2000, el Tribunal Europeo de Justicia reafirmó el principio igualitario de género, ordenando la inclusión de este derecho de manera obligatoria en la legislación alemana, acabando con esta discriminación incompatible con la ley comunitaria. En este marco, se modificó el artículo 12.º) del GG, estableciendo, a partir de primeros de 2001, el acceso de las mujeres a puestos de trabajo que impliquen el servicio con armas dentro de la Bundeswehr.

## Consecuencias
El esfuerzo de Tanja Kreil por hacer valer sus derechos y la decisión del Tribunal Europeo, Alemania dio sus primeros pasos hacia una nueva etapa de igualdad con la equiparación de género. Aunque desgraciadamente, este ímpetu por la igualdad entre hombres y mujeres no suscitó mucho interés dentro del poder político estatal para llevar a cabo, de una vez por todas el necesario cambio en la legislación alemana. En octubre de 2017, solamente se encontraba un 11,8 % de soldados femeninas en las Fuerzas Armadas alemanas. El 38,1 % de ellas trabajan en el servicio sanitario y sólo una pequeña parte de ellas son oficiales o de alto rango. Finalmente, Tanja Kreil no comenzó su carrera dentro de la Bundeswehr, sino que siguió trabajando como electricista en Siemens.